# Dominique Darel
Pour les articles homonymes, voir Darel.
Dominique Darel, née le 1er janvier 1950 à Cannes et morte le 4 juin 1978 dans la même ville, est une actrice et mannequin française ayant fait carrière en Italie.

## Biographie
Née à Cannes, elle s'est installée à Rome en 1968 avec son fiancé Max Delys, un acteur de cinéma et de roman-photos. Ensemble, ils fréquentent le cercle artistique de Mario Schifano, le père italien du pop art. Elle fait ses débuts chez Luchino Visconti dans Mort à Venise en 1971, dans le rôle d'une touriste anglaise.
Elle meurt dans un accident de voiture, à 28 ans, le 4 juin 1978 à Cannes,.

## Filmographie

### Cinéma
- 1971 : Mort à Venise (Morte a Venezia) de Luchino Visconti : une touriste anglaise
- 1972 : La Drôle d'affaire (La cosa buffa) d'Aldo Lado : Marika
- 1972 : Le Grand Duel (Il grande duello) de Giancarlo Santi : Elisabeth
- 1973 : La Tour du désespoir (Sepolta viva) d'Aldo Lado : Dominique de Fontenoy
- 1974 : Du sang pour Dracula (Dracula cerca sangue di vergine... e morì di sete!!!) de Paul Morrissey et Antonio Margheriti : Saphiria
- 1974 : L'An un (Anno uno) de Roberto Rossellini : Maria Romana De Gasperi
- 1977 : Difficile morire d'Umberto Silva

### Télévision
- 1977 : Il nero muove (it), téléfilm de Gianni Serra (it) : Angela
- 1978 : Ho visto uccidere Ben Barka, série télé, épisode 1x02